# Bukit Datuk
Bukit Datuk is een bestuurslaag in het regentschap Dumai van de provincie Riau, Indonesië. Bukit Datuk telt 13.345 inwoners (volkstelling 2010).